# Jeremy Howe
Sir Jeremy Frederick Howe (* 1929) war in den frühen 1960er Jahren Mitarbeiter (englisch British Commissar) in der britischen Kolonialverwaltung der damaligen westafrikanischen Kolonie Gambia. Er komponierte die gambische Nationalhymne For The Gambia Our Homeland, die seit der Unabhängigkeit Gambias gespielt wird. Die Idee zu der Hymne basiert auf einem traditionellen Mandinka-Song Foday kaba dumbuya, den Text dazu schrieb seine Frau Virginia Julie Howe (* 1927).